# Maria Urbanovici

(n.17 septembrie 1948, comuna Vlad-Țepeș, județul Călărași) este poetă, prozatoare și publicist. 

## Date biografice
- S-a născut dintr-o familie de intelectuali de origine polono-ruso-română, refugiată din Basarabia, cu domiciliul forțat în Bărăgan.
- Este absolventă a Universității din București, secția polonă-română, promoția 1972.
- A fost profesoară de limba și literatura română în județul Teleorman și în București, profesoară de literatură universală la liceul C.A.Rosetti, filolog la Institutul de Lingvistică al Academiei Române, bibliotecar-traducător la Academia de Educație Fizică și Sport din București.
- A debutat în revista “România literară”, 1971, la rubrica “Poșta redacției”, coordonată de poetul Geo Dumitrescu. Versurile erau semnate cu numele Anamaria Condor. Adevăratul debut s-a petrecut însă, în revista "Amfiteatru", în anul 1971.
- Debutul editorial a avut loc în 1976 cu volumul de versuri “În prelungirea luminii” la editura Cartea Românească.
- Este membră a Uniunii Scriitorilor din România și a Societății Române a Ziariștilor din 1990, dar și a Asociației Internaționale a Ziariștilor din 1994.
- Din 1990 lucreaza în Societatea Română de Radiodifuziune ca realizator și producător de emisiuni culturale în cadrul posturilor: Radio România Actualități, Radio România Tineret și Radio România Cultural. Timp de 16 ani a semnat "Revista literară radio", fondată de Vasile Voiculescu, precum și alte programe: "Diotima - despre iubire, frumos și adevăr", "Talk show de poezie contemporană", "Remember pentru mileniul III - conexiuni culturale", "Imago mundi", etc.
- Este autoarea scenariilor pentru spectacolele literare cu public, sub genericul "Salonul literar - Artă poetică", din creația scriitorilor Ana Blandiana, Ileana Mălăncioiu, Angela Marinescu, Mihai Ursachi, Marin Mincu.
- A tradus în presa literară și în emisiunile radiofonice de poezie, din lirica poloneză.
- În 1997 a absolvit cursurile de comunicare și management cultural din cadrul centrului New Systems.

## Opera tipărită
- “În prelungirea luminii”, versuri, editura Cartea Românească, București, 1976;
- “Cratere”, versuri, editura Cartea Românească, București 1981;
- “Lut ars”, versuri, editura Cartea Românească, 1984;
- “Heliante”, versuri, editura Albatros, 1987;
- “Febra esențială”, antologie, editura Helicon, Timișoara, 1997;
- “Ce-ar fi să-i dezbrăcăm sufletul? Fabula rasa”, proză poetică, Fundația Luceafărul, 2003.

## Prezențe în antologii, dicționare, istorii literare
- Laurențiu Ulici, "Literatura română contemporană, promoția 70", vol. I, editura Eminescu, 1995;
- Tius Vijeu, "Scripta manet. Ghid bibliografic al scriitorilor din Radio", Societatea Română de Radiodifuziune, 2004;
- Aurel Sasu, "Dicționarul biografic al literaturii române (M-Z)", vol. II, editura Paralela 45, 2007;
- Marian Popa, "Istoria literaturii române de azi pe mâine", vol. II, editura Semne, 2009;
- Academia Română, "Dicționarul general al literaturii române, literele Ț-Z", editura Univers Enciclopedic, 2009

## Premii
- Diploma și Medalia “Academia Carpatica” - Premiul Femina Diana pentru Creația Excepțională, București 1998;
- Premiul Special al Societății Române de Radiodifuziune pentru Creativitate și Inedit în concepția realizării emisiunilor culturale, 1998.
- Premiul pentru publicistică, decernat de revista "Convorbiri literare", în 2005.